# جورج جاكسون
جورج جاكسون (5 يناير 1987 بريو دي جانيرو في البرازيل - ) هو لاعب كرة قدم برازيلي في مركز الدفاع.

## وصلات خارجية
- جورج جاكسون على موقع قاعدة بيانات كرة القدم.إي يو (الإنجليزية)